# 滨海新区轨道交通
滨海新区轨道交通作为天津轨道交通的一部分，是连接天津市区、滨海核心区及塘沽老城区的轨道交通，包含已经建成的天津地铁津滨轻轨9号线、导轨电车1号线。目前在建的线路有天津地铁B1线、天津地铁Z4线和天津地铁Z2线。规划中的线路有B2线、B3线以及天津地铁Z1线和天津市域铁路津港线等线路。同时采用轻轨、有轨电车、快速公交等方式进行补充。 届时，轨道交通将占公共交通的60%以上。

## 线路
| 線路名稱 | 線路名稱      | 首段通车日期  | 最近延伸日期   | 起点站 / 终点站 | 起点站 / 终点站 | 長度（千米） | 车站数 | 车辆段/停车场           | 列车编组 | 状态   |
| -------- | ------------- | ------------- | -------------- | --------------- | --------------- | ------------ | ------ | ----------------------- | -------- | ------ |
|          | 9号线         | 2003年9月30日 | 2016年12月31日 | 天津站          | 东海路          | 52.759       | 21     | 新立停车场 胡家园车辆段 | 4B       | 运营中 |
|          | 导轨电车1号线 | 2007年5月10日 | 不適用         | 泰达            | 学院区北站      | 7.86         | 14     | 第八大街车辆段          |          | 已停运 |

### 9号线
天津地铁9号线又称“津滨轻轨”，始建于2001年1月18日，一期工程于2004年3月28日开始试营运，全长52.759公里，是沟通天津中心城区和滨海新区的唯一骨干线路，途径天津站、中山门、塘沽城区、天津开发区、滨海新区行政文化中心、泰达足球场等地标。全线共设天津站站、东海路站等19座车站（不含5个预留车站），其中，天津站站可换乘地铁2、3号线，直沽站可换乘5号线，泰达站可换乘与开发区导轨电车。天津地铁9号线车辆采用长春轨道客车生产的四节编组车，设计最高时速为100公里/小时，车辆采用四辆编组，最高定员800人，一共備有38列电客車，實際運營使用投入37列，共计152辆(節)。

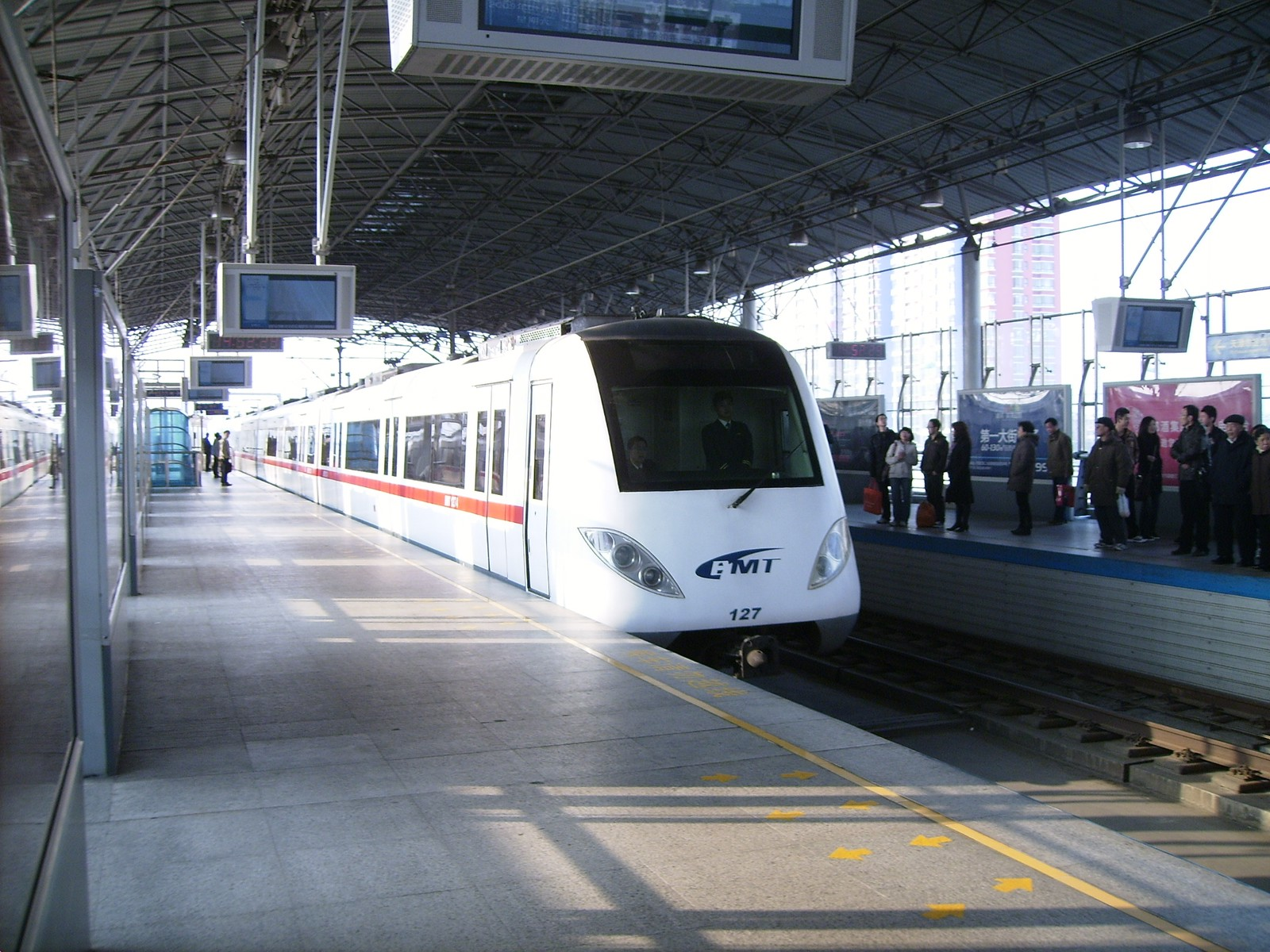
9号线塘沽站

2015年8月13日，9号线因控制中心与东海路站在滨海新区爆炸事件中受损严重，暂停运营。同年12月14日，天津市决定，从12月16日起恢复地铁9号线的运营，运行区间为天津站至钢管公司站。2016年6月27日，恢复至市民广场站的运营。2016年12月31日，全线恢复运营。

### 天津开发区导轨电车1号线

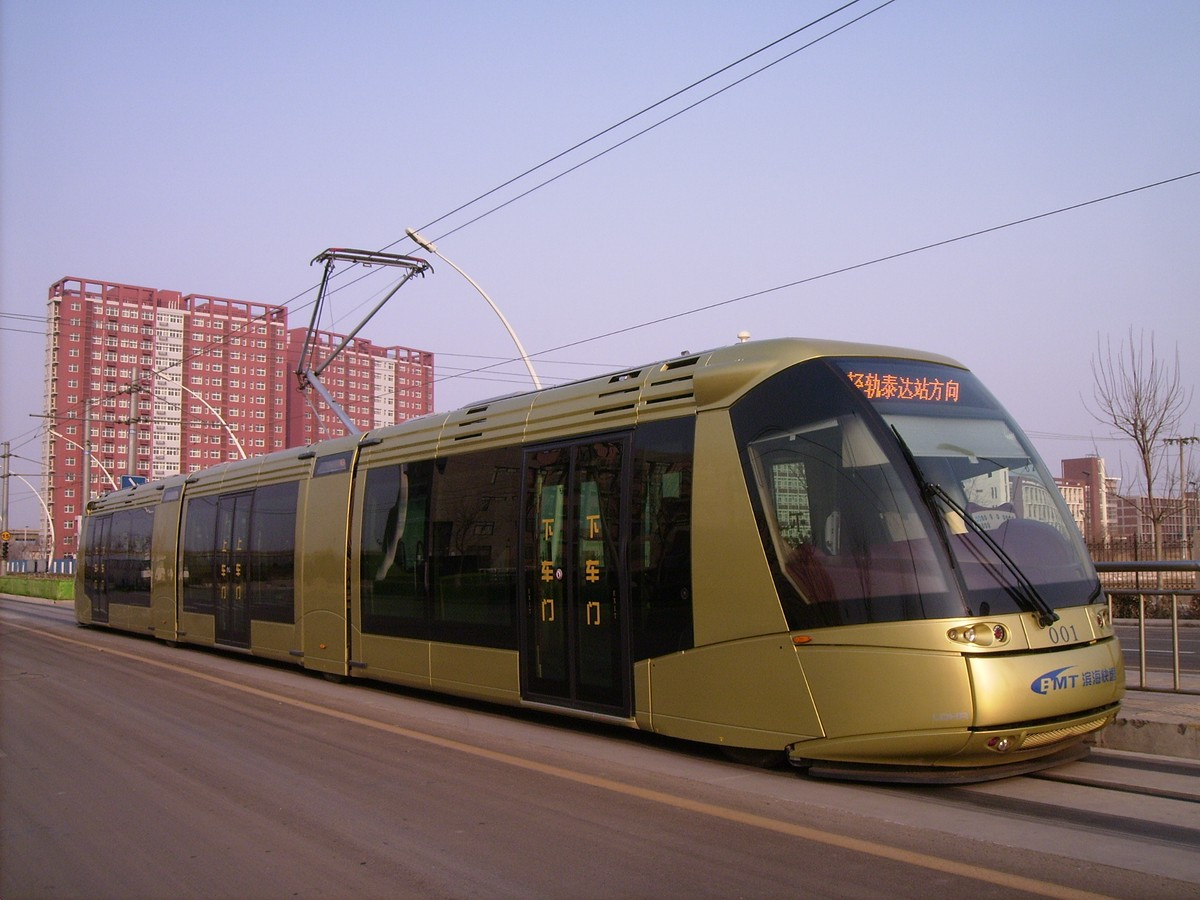
天津开发区导轨电车1号线列车

天津开发区导轨电车1号线，是一条位于天津市滨海新区天津经济技术开发区西部南北走向的一条已停运待拆除的胶轮导向电车，该线曾为中国第一条投入商业运营的导轨电车线路。天津开发区导轨电车1号线一期工程全长7.86公里，总投资1.9亿元（不含车辆）。南起津滨轻轨泰达站，北至第十三大街的学院区北站即天津科技大学泰达校区。线路纵贯天津经济技术开发区西部，沿途共设置14个车站，均为地面站，途经生活区、工业区、学院区，大部分采用岛式站台设计。

## 未来发展

### 在建线路
| 線路名稱 | 線路名稱 | 区段名 | 起点站       | 终点站 | 長度（千米） | 车站数 | 车辆段/停车场             | 列车编组 | 预计开通时间 |
| -------- | -------- | ------ | ------------ | ------ | ------------ | ------ | ------------------------- | -------- | ------------ |
|          | B1线     | 一期   | 欣嘉园东     | 新城四 | 31.28        | 21     | 黄港车辆段 中部新城停车场 | 6A       | 2025年       |
|          | Z2线     | 一期   | 滨海国际机场 | 北塘   | 39.2         | 14     | 华山道车辆段              | 6A       | 2026年       |
|          | Z4线     | 一期   | 营城街       | 新城六 | 43.6         | 23     | 汉沽车辆段 新城停车场     | 6A       | 2025年       |

#### B1线
█ B1线（滨铁1号线）
北起欣嘉园地区，途经滨海西站、海洋高新区、塘沽老城区、开发区（原中心商务区），南至中部新城，线路全长31.6公里，设车站22座。首期实施北段，起自欣嘉园东站，终至滨海站，长22.5公里，设车站15座（均为地下站）。预计2024年欣嘉园东站-塘沽站具备通车条件。

#### Z4线
█ Z4线（滨铁2号线）一期工程线路自汉沽汉蔡路至中部新城，全长42.4公里，设车站23座，其中地下车站12座，高架车站11座，地面站1座。预计2023年北段具备通车条件，2024年全线具备通车条件。

#### Z2线
█ Z2线（滨铁3号线）一期于2015年获得国家发改委批复，西起金钟河大街站，东至北塘站，线路全长约52km，设站17座。预计2026年开通运营。

### 规划线路

#### Z1线
█ Z1线又称天津市域铁路津滨线，是天津地铁规划线路之一。目前，天津地铁Z1线规划全长为115公里，沿线经过子牙产业园、静海新城、团泊新城、天津南站、天津文化中心、天钢柳林地区、海河教育园区、津南新城、葛沽、响螺湾商务区、于家堡金融区等区域。

#### B2线
█ B2线

#### B3线
█ B3线

#### B4线
█ B4线

#### B5线
█ B5线

#### B6线
█ B6线

#### B7线
█ B7线

#### 生态城低运量轨道交通
生态城低运量轨道交通是处于规划中的服务于中新生态城的轨道交通。

#### 津港线
█ 津港线